# Parlamentswahl in Australien 2016
- Labor: 69
- Greens: 1
- Unabh.: 2
- NXT: 1
- KAP: 1
- Liberals: 45
- LNP: 21
- Nationals: 10

- Labor: 26
- Greens: 9
- Sonst.: 2
- NXT: 3
- LDP: 1
- Liberals: 21
- LNP: 5
- CLP: 1
- Nationals: 3
- FFP: 1
- Nation: 4

Die Parlamentswahl in Australien 2016 fand am 2. Juli statt. Dabei wurde das insgesamt 45. australische Parlament gewählt. Es standen sich in der Hauptsache der amtierende Premierminister, der Parteivorsitzende der Liberal Party of Australia Malcolm Turnbull, der von einer bürgerlichen Koalition aus Liberalen, der Liberal National Party und der National Party of Australia unterstützt wird, und sein Herausforderer Bill Shorten, Parteivorsitzender der Australian Labor Party, gegenüber. Die Wahl wurde trotz Verlusten knapp von den bürgerlichen Koalitionsparteien gewonnen.
Aufgrund der Auflösung beider Kammern des Australischen Parlaments durch den Generalgouverneur auf Antrag der Regierung wurden sowohl das Repräsentantenhaus als auch der Senat vollständig neugewählt. Dies geschah zuletzt 1987.

## Ausgangslage
Nach den Parlamentswahlen 2013 erreichte die bürgerliche Mitte-rechts-Koalition unter Führung von Tony Abbott, die sich aus der Liberal Party of Australia (LPA), der Liberal National Party (LNP), der National Party of Australia (NPA) und der Country Liberal Party (CLP) zusammensetzte, eine deutliche absolute Mehrheit von 90 der 150 Sitze im Repräsentantenhaus. Damit löste sie die Regierung der Australian Labor Party (ALP) ab, die seit sechs Jahren bis 2010 noch mit absoluter Mehrheit unter Kevin Rudd amtierte und danach als Minderheitsregierung bis 2013 unter Julia Gillard fortgeführt wurde. Spitzenkandidat der sozialdemokratischen Labor-Partei in der Wahl im selben Jahr war erneut Kevin Rudd, der nach seiner Niederlage gegen Tony Abbott als Parteivorsitzender zurücktrat und auch nicht Oppositionsführer wurde.
In der Folge wurde Bill Shorten mit 52 % am 13. Oktober nur sehr knapp durch eine Urwahl der Mitglieder und einen Caucus der ALP mit der Gewichtung von 50:50 zum neuen Parteivorsitzenden gewählt. Gleichzeitig übernahm er das Amt des Oppositionsführers für die Legislaturperiode 2013–2016 und wurde Spitzenkandidat bei dieser Wahl.
Bei der Liberal-nationalen Koalition kam es zu einem Wechsel an der Spitze in der laufenden Legislaturperiode. Am 14. September wurde Malcolm Turnbull neuer Parteivorsitzender der Liberal Party of Australia. Er löste Tony Abbott ab, der dieses Amt seit Dezember 2009 bekleidete, indem er sich auf einem kleinen Parteitag in einer Kampfabstimmung gegen Amtsinhaber Abbott durchsetzte, der wegen schlechter Umfragewerte der Koalition parteiintern in die Kritik geraten war und von Turnbull herausgefordert wurde. Einen Tag später am 15. September übernahm dieser auch das Amt des Premierministers, sodass er bei dieser Wahl Spitzenkandidat der LPA wurde.
Weitere von 2013 bis 2016 mit je einem Sitz im Repräsentantenhaus vertretene Parteien waren die Australischen Grünen mit ihrem Abgeordneten Adam Bandt aus Melbourne, die Palmer United Party (PUP) mit ihrem Vorsitzenden Clive Palmer aus Fairfax (Qld) und die nationalistisch-konservative und populistische Katter’s Australian Party unter Führung von Bob Katter der im Wahlkreis Kennedy ebenfalls in Queensland gewann. Hinzu kamen zwei unabhängige Kandidaten.
Clive Palmer kündigte im Mai 2016 jedoch an, nicht mehr für das Repräsentantenhaus zu kandidieren, während Bandt und Katter erneut antraten.
Erstmals zur Wahl zum Repräsentantenhaus trat das sozialliberale Nick Xenophon Team unter Führung von Nick Xenophon aus Adelaide (SA) an.
Im Senat, dem australischen Oberhaus verfügten von 2013 bis 2016 weder die Liberal-nationale Koalition noch die Labor-Partei über eine absolute Mehrheit. Dies ist in der Zweiten Kammer des Australischen Parlaments jedoch die Regel, da anders als bei der Wahl zum Repräsentantenhaus in jedem einzelnen Bundesstaat und Territorium eine Art des personalisierten Verhältniswahlrechts angewandt wird, wovon vor allem die Grünen, die sich als drittstärkste Kraft bei Parlamentswahlen deutlich vor anderen Parteien etabliert haben, profitieren.

## Umfragen
Die Diagramme zeigen die Wahlumfragen über den Zeitraum der gesamten letzten Legislaturperiode hinweg. Der gleitende Durchschnitt wird jeweils durch eine Linie dargestellt.
|                         |                                                 |
| Zwei-Parteien-Präferenz | Präferenz unter Berücksichtigung aller Parteien |

## Spitzenkandidaten
Die Spitzenkandidaten aller nach den Parlamentswahlen im Repräsentantenhaus vertretenen Parteien:

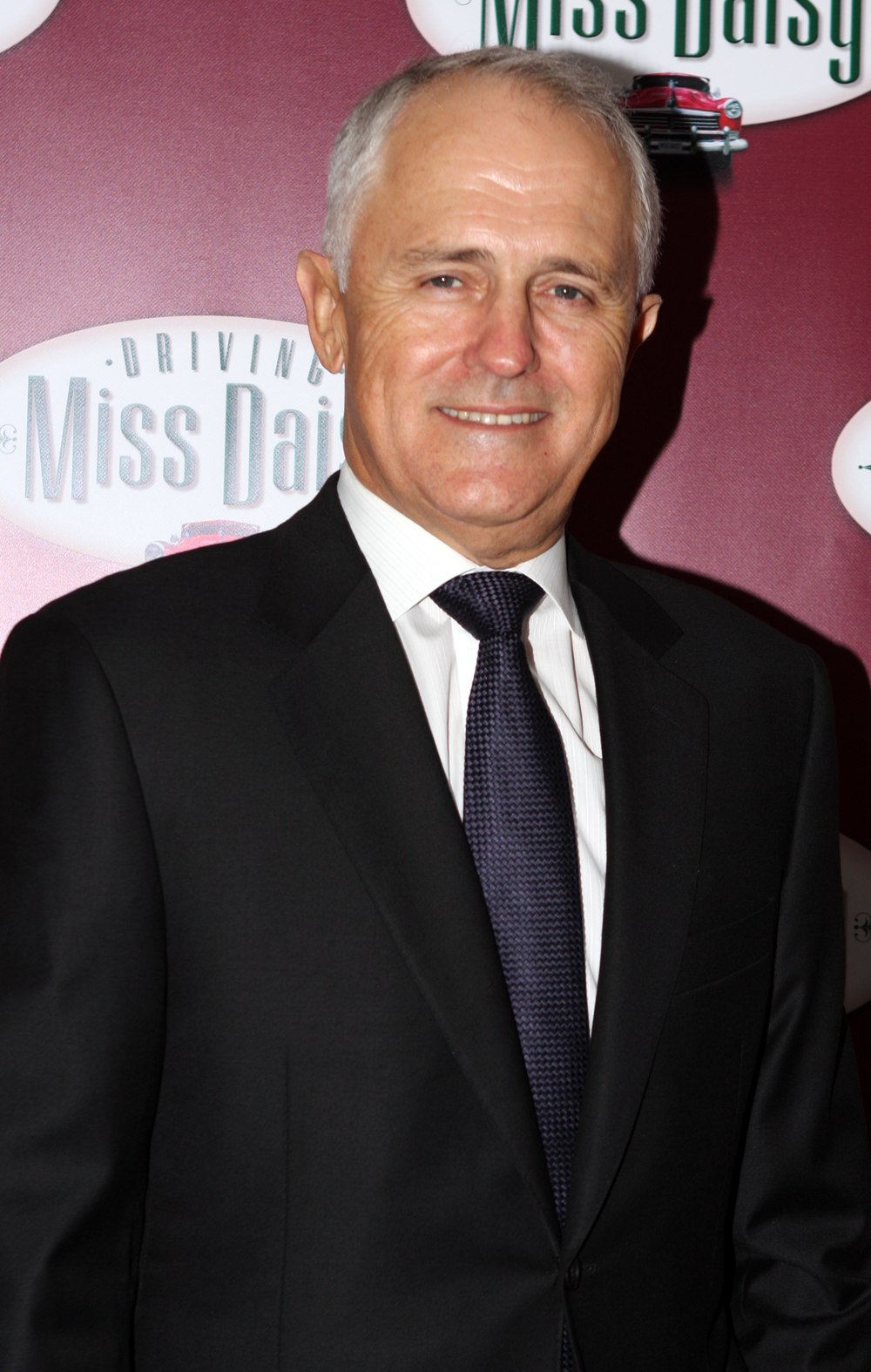
Malcolm Turnbull, Premierminister (Liberal Party of Australia für die Liberal-nationale Koalition)
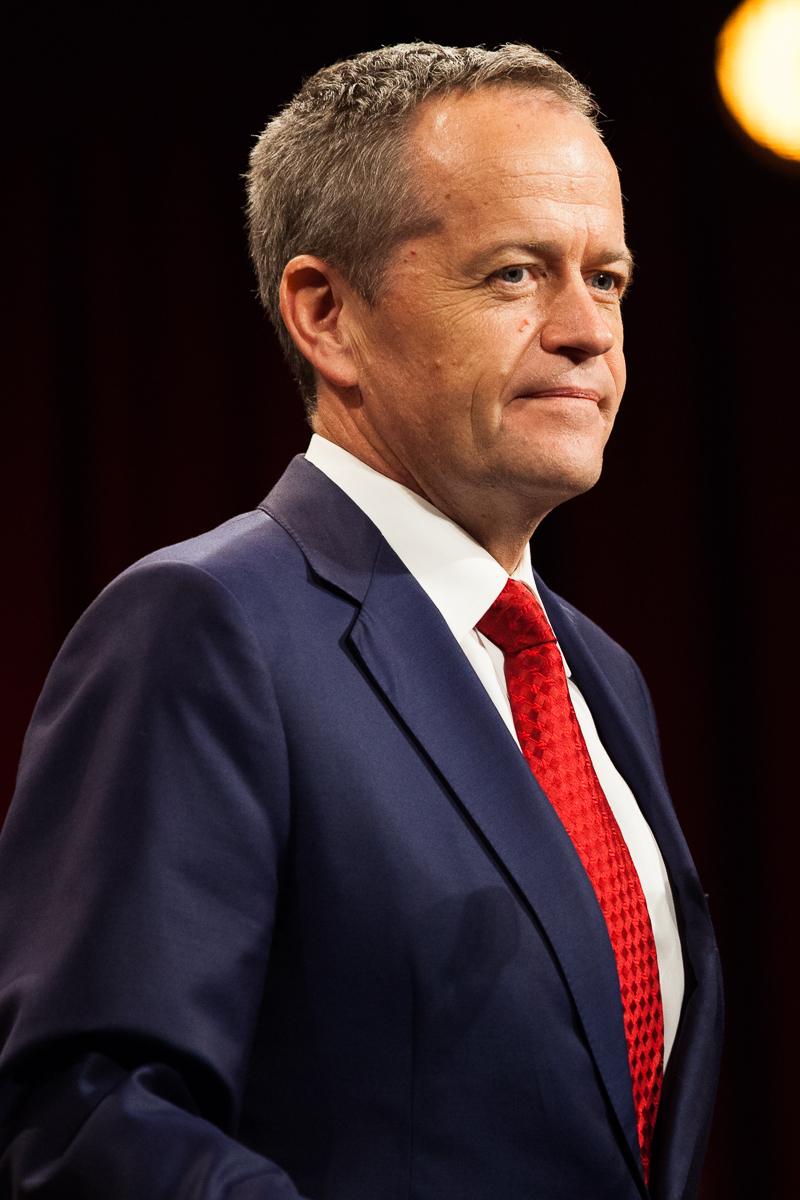
Bill Shorten, Oppositionsführer (Australian Labor Party)
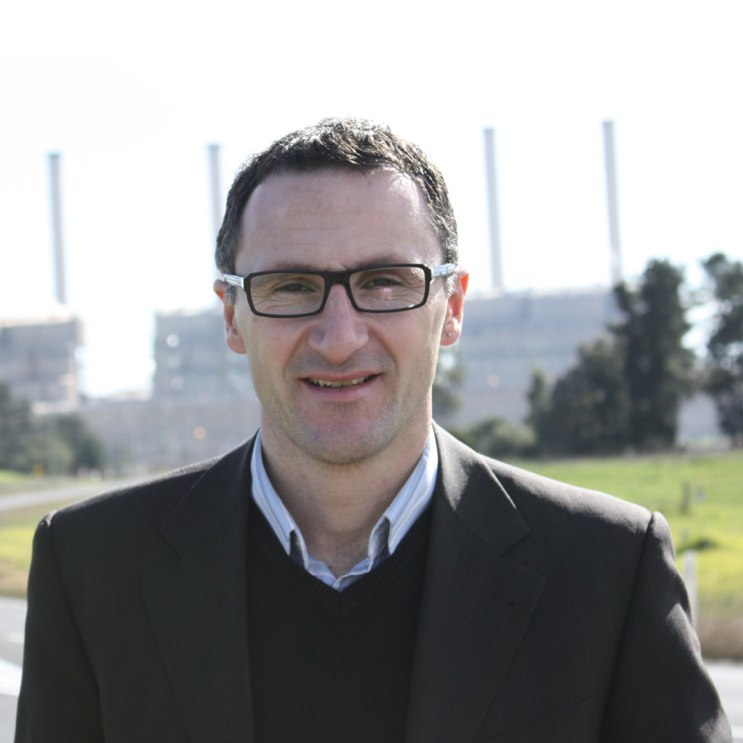
Richard Di Natale, Vorsitzender der Grünen
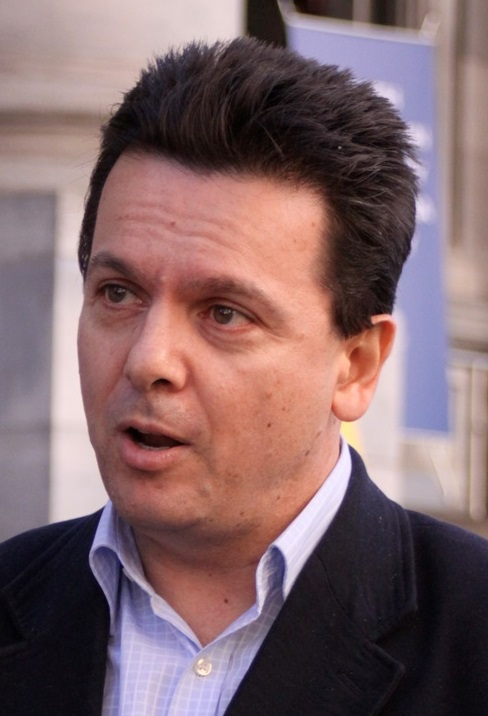
Nick Xenophon, Vorsitzender des Nick Xenophon Teams
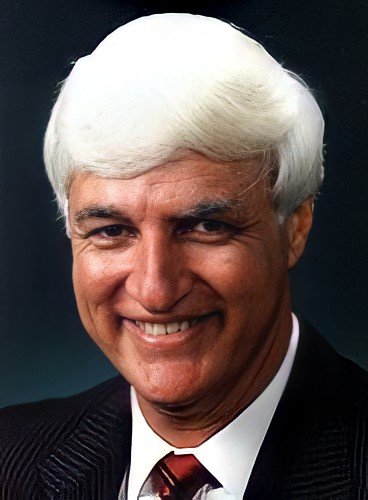
Bob Katter, Vorsitzender der Katter’s Australian Party

## Wahlrecht
Gewählt wurden die 150 Mitglieder des Repräsentantenhauses sowie die 76 Mitglieder des Senats. Es bestand Wahlpflicht.
Die Wahl der Mitglieder des Repräsentantenhauses erfolgte in 150 Ein-Personen-Wahlkreisen. Dabei kam das Instant-Runoff-Voting zum Einsatz. Dabei nummeriert der Wähler die Kandidaten des Wahlkreises in der von ihm gewünschten Reihenfolge. Hierbei mussten unbedingt alle Kandidaten gereiht werden, andernfalls ist der Stimmzettel ungültig.
Für den Senat wurden pro Bundesstaat jeweils zwölf Senatoren gewählt. Zusätzlich wurden die jeweils zwei Senatoren der beiden Territorien neu gewählt. Die Tabelle zeigt die Ausgangslage im Senat vor der Wahl.
|                               | Gesamt | Labor | Coalition | Greens | Sonstige | Unabh. |
| ----------------------------- | ------ | ----- | --------- | ------ | -------- | ------ |
| 2010 in Bundesstaaten gewählt | 36     | 13    | 16        | 6      |          | 1      |
| 2013 in Territorien gewählt   | 4      | 2     | 2         |        |          |        |
| 2013 in Bundesstaaten gewählt | 36     | 10    | 15        | 4      | 7        |        |

Bei den Senatswahlen wurde die übertragbare Einzelstimmgebung angewandt. Der Wähler konnte entweder jeweils alle Kandidaten anordnen (wobei er wirklich alle Kandidaten anordnen musste) oder die Präferenzordnung einer Partei (group ticket) wählen, indem er die entsprechende Partei ankreuzte.

## Ergebnisse

### Repräsentantenhaus

Mehrheiten in den Wahlkreisen (Repräsentantenhaus): ,,,,

Das Ergebnis der Wahl zum Repräsentantenhaus wird in der folgenden Tabelle dargestellt. Aufgelistet sind alle Parteien, die mehr als 0,1 % der Stimmen erhielten oder in der letzten Legislaturperiode im Repräsentantenhaus vertreten waren. Der fehlende Stimmenanteil ist unter Sonstige zu finden.

Sitzverhältnisse im Repräsentantenhaus:
Bürgerliche Koalitionsregierung (76)
(45)
(21)
(10)
Opposition (69)
(69)
Andere („Crossbencher“) (5)
(2)
(1)
(1)
(1)

| Partei                              | Partei | Stimmen    | Stimmen | Stimmen | Sitze  | Sitze | Sitze |
| Partei                              | Partei | Anzahl     | %       | ± (%p)  | Anzahl | ±     | in %  |
| ----------------------------------- | --- | ---------- | ------- | ------- | ------ | ----- | ----- |
|                                     | Australian Labor Party (ALP)                                                                                       | 4.702.374  | 34,73   | +1,35   | 69     | +14   | 46,0  |
|                                     | Liberal Party of Australia (LPA)                                                                                   | 3.882.940  | 28,67   | −3,35   | 45     | −13   | 30,0  |
|                                     | Australian Greens (Greens)                                                                                         | 1.385.649  | 10,23   | +1,58   | 1      | ±0    | 0,7   |
|                                     | Liberal National Party (LNP)                                                                                       | 1.153.736  | 8,52    | −0,40   | 21     | −1    | 14,0  |
|                                     | National Party of Australia (NPA)                                                                                  | 624.555    | 4,61    | +0,32   | 10     | +1    | 6,7   |
|                                     | Nick Xenophon Team (NXT)                                                                                           | 250.333    | 1,85    | +1,85   | 1      | +1    | 0,7   |
|                                     | Family First Party (FFP)                                                                                           | 201,222    | 1,49    | +0,08   | 0      | ±0    | 0,0   |
|                                     | Christian Democratic Party (CDP)                                                                                   | 178,026    | 1,31    | +0,62   | 0      | ±0    | 0,0   |
|                                     | Pauline Hanson’s One Nation (Nation)                                                                               | 175,020    | 1,29    | +1,12   | 0      | ±0    | 0,0   |
|                                     | Animal Justice Party (AJP)                                                                                         | 94,511     | 0,70    | +0,69   | 0      | ±0    | 0,0   |
|                                     | Katter’s Australian Party (KAP)                                                                                    | 72.879     | 0,54    | −0,50   | 1      | ±0    | 0,7   |
|                                     | Rise Up Australia Party (RAP)                                                                                      | 68,418     | 0,51    | +0,13   | 0      | ±0    | 0,0   |
|                                     | Liberal Democratic Party (LDP)                                                                                     | 66,261     | 0,49    | +0,45   | 0      | ±0    | 0,0   |
|                                     | Australian Christians (Christians)                                                                                 | 43,150     | 0,32    | −0,01   | 0      | ±0    | 0,0   |
|                                     | Country Liberal Party (CLP)                                                                                        | 32,409     | 0,24    | −0,08   | 0      | −1    | 0,0   |
|                                     | Australian Liberty Alliance (ALA)                                                                                  | 25,337     | 0,19    | +0,19   | 0      | ±0    | 0,0   |
|                                     | Drug Law Reform (DLR)                                                                                              | 20,349     | 0,15    | +0,15   | 0      | ±0    | 0,0   |
|                                     | Derryn Hinch's Justice Party (DHJP)                                                                                | 16,885     | 0,12    | +0,12   | 0      | ±0    | 0,0   |
|                                     | Shooters, Fishers and Farmers Party (Shooters)                                                                     | 15,477     | 0,11    | +0,11   | 0      | ±0    | 0,0   |
|                                     | Science Party | 14,988     | 0,11    | +0,10   | 0      | ±0    | 0,0   |
|                                     | Bullet Train For Australia (BTA)                                                                                   | 14,078     | 0,10    | −0,05   | 0      | ±0    | 0,0   |
|                                     | Palmer United Party (PUP)                                                                                          | 315        | 0,00    | −5,49   | 0      | −1    | 0,0   |
|                                     | Unabhängige | 380.712    | 2,81    | +1,44   | 2      | ±0    | 1,3   |
|                                     | Sonstige | 121.584    | 0,90    | −1,80   | 0      | ±0    | 0,0   |
|                                     | |            |         |         |        |       |       |
| gültige Stimmen                     | gültige Stimmen | 13.541.208 | 94,95   | +0,86   | 150    | ±0    | 100   |
| ungültige Stimmen                   | ungültige Stimmen                                                                                                  | 720.794    | 5,05    |         |        |       |       |
| Wahlbeteiligung (Wahlpflicht)       | Wahlbeteiligung (Wahlpflicht)                                                                                      | 14.262.002 | 90,98   |         |        |       |       |
| Wahlberechtigte                     | Wahlberechtigte |            | 100,0   |         |        |       |       |
|                                     | |            |         |         |        |       |       |
| Two-Party-preffered vote *          | |            |         |         |        |       |       |
|                                     | Koalition aus Liberal Party of Australia (LPA), Liberal National Party (LNP) und National Party of Australia (NPA) | 6,771,212  | 50,51   | −2,98   | 76     | −14   | 50,7  |
|                                     | Australian Labor Party                                                                                             | 6,634,419  | 49,49   | +2,98   | 69     | +14   | 46,0  |
| Quelle: Australische Wahlkommission | |            |         |         |        |       |       |

* Anzahl und Anteil der höheren Präferenzen von Labor bzw. Coalition
|        | Partei                            | NSW | VIC | QLD | WA | SA | TAS | ACT | NT | Gesamt (2016) | Gesamt (2013) |
| ------ | --------------------------------- | --- | --- | --- | -- | -- | --- | --- | -- | ------------- | ------------- |
|        | Australian Labor Party (ALP)      | 24  | 18  | 8   | 5  | 6  | 4   | 2   | 2  | 69            | 55            |
|        | Liberal Party of Australia (LPA)  | 16  | 14  | 0   | 11 | 4  | 0   | 0   | 0  | 45            | 58            |
|        | Liberal National Party (LNP)      | 0   | 0   | 21  | 0  | 0  | 0   | 0   | 0  | 21            | 22            |
|        | National Party of Australia (NPA) | 7   | 3   | 0   | 0  | 0  | 0   | 0   | 0  | 10            | 9             |
|        | Australian Greens (Greens)        | 0   | 1   | 0   | 0  | 0  | 0   | 0   | 0  | 1             | 1             |
|        | Nick Xenophon Team (NXT)          | 0   | 0   | 0   | 0  | 1  | 0   | 0   | 0  | 1             | 1             |
|        | Katter’s Australian Party (KAP)   | 0   | 0   | 1   | 0  | 0  | 0   | 0   | 0  | 1             | 1             |
|        | Unabhängige                       | 0   | 1   | 0   | 0  | 0  | 1   | 0   | 0  | 2             | 2             |
| Gesamt | Gesamt                            | 47  | 37  | 30  | 16 | 11 | 5   | 2   | 2  | 150           | 150           |

Parteienzugehörigkeit der gewählten Abgeordneten in den Wahlkreisen
- Mehrheiten in den Wahlkreisen (Repräsentantenhaus):
Liberals, Nationals, Labor, Unabhängige und andere Parteien, Australian Greens

### Senat
Das Ergebnis der Wahl zum Senat wird in der folgenden Tabelle dargestellt. Aufgelistet sind alle Parteien, die in dieser oder in der letzten Legislaturperiode im Senat vertreten waren. Der fehlende Stimmenanteil ist unter Sonstige zu finden.

Sitzverhältnisse im Senat:
Bürgerliche Koalitionsregierung (30)
(21)
(5)
(3)
(1)
Opposition (26)
(26)
Andere („Crossbencher“) (20)
(9)
(4)
(3)
(1)
(1)
(1)
(1)

| Partei                              | Partei                                         | Partei                                      | Stimmen    | Stimmen | Stimmen | Sitze  | Sitze | Sitze |
| Partei                              | Partei                                         | Partei                                      | Anzahl     | %       | ± (%p)  | Anzahl | ±     | in %  |
| ----------------------------------- | ---------------------------------------------- | ------------------------------------------- | ---------- | ------- | ------- | ------ | ----- | ----- |
|                                     | Liberal-nationale Koalition                    | Liberal-nationale Koalition                 | 4.868.968  | 35,18   | −2,52   | 30     | −3    | 39,5  |
|                                     | Wahlbündnis jeweils aus Teilen von LPA und NPA | 2.769.426                                   | 20,01      | −1,32   | 10      | ±0     | 13,2  |       |
|                                     | Liberal Party of Australia (LPA)               | 1.067.286                                   | 7,71       | +0,77   | 14      | −2     | 18,4  |       |
|                                     | Liberal National Party (LNP)                   | 960.467                                     | 6,94       | −1,16   | 5       | −1     | 6,6   |       |
|                                     | Country Liberal Party (CLP)                    | 37.156                                      | 0,27       | −0,05   | 1       | ±0     | 1,3   |       |
|                                     | National Party of Australia (NPA)              | 34.633                                      | 0,25       | −0,06   | 0       | ±0     | 0,0   |       |
|                                     | Australian Labor Party (ALP)                   | Australian Labor Party (ALP)                | 4.123.153  | 29,79   | +0,16   | 26     | +1    | 34,2  |
|                                     | Australian Greens (Greens)                     | Australian Greens (Greens)                  | 1.197.690  | 8,65    | −0,58   | 9      | −1    | 11,8  |
|                                     | Pauline Hanson’s One Nation (Nation)           | Pauline Hanson’s One Nation (Nation)        | 592.539    | 4,28    | +3,75   | 4      | +4    | 5,3   |
|                                     | Nick Xenophon Team (NXT)                       | Nick Xenophon Team (NXT)                    | 456.556    | 3,30    | +1,37   | 3      | +2    | 3,9   |
|                                     | Liberal Democratic Party (LDP)                 | Liberal Democratic Party (LDP)              | 298.930    | 2,16    | −1,59   | 1      | ±0    | 1,3   |
|                                     | Derryn Hinch's Justice Party (DHJP)            | Derryn Hinch's Justice Party (DHJP)         | 266.660    | 1,93    | +1,93   | 1      | +1    | 1,3   |
|                                     | Family First Party (FFP)                       | Family First Party (FFP)                    | 189.852    | 1,37    | +0,25   | 1      | ±0    | 1,3   |
|                                     | Democratic Labour Party (DLP)                  | Democratic Labour Party (DLP)               | 94.525     | 0,68    | −0,18   | 0      | −1    | 0,0   |
|                                     | Jacqui Lambie Network (JLN)                    | Jacqui Lambie Network (JLN)                 | 69.074     | 0,50    | +0,50   | 1      | +1    | 1,3   |
|                                     | Australian Motoring Enthusiast Party (AMEP)    | Australian Motoring Enthusiast Party (AMEP) | 53.242     | 0,38    | −0,12   | 0      | −1    | 0,0   |
|                                     | Palmer United Party (PUP)                      | Palmer United Party (PUP)                   | 26.230     | 0,19    | −5,42   | 0      | −3    | 0,0   |
|                                     | Sonstige                                       | Sonstige                                    | 1.601.481  | 11,57   | +1,25   | 0      | ±0    | 0,0   |
|                                     |                                                |                                             |            |         |         |        |       |       |
| gültige Stimmen                     | gültige Stimmen                                | gültige Stimmen                             | 13.838.900 | 96,06   | −1,01   | 76     | ±0    | 100   |
| ungültige Stimmen                   | ungültige Stimmen                              | ungültige Stimmen                           | 567.806    | 3,94    |         |        |       |       |
| Wahlbeteiligung (Wahlpflicht)       | Wahlbeteiligung (Wahlpflicht)                  | Wahlbeteiligung (Wahlpflicht)               | 14.406.706 | 91,93   |         |        |       |       |
| Wahlberechtigte                     | Wahlberechtigte                                | Wahlberechtigte                             |            | 100,0   |         |        |       |       |
| Quelle: Australische Wahlkommission |                                                |                                             |            |         |         |        |       |       |

In jedem Bundesstaat wurden zwölf und in jedem Territorium zwei Senatoren neugewählt, sodass alle 76 Sitze neu besetzt wurden.
|        | Partei                                           | NSW | VIC | QLD | WA | SA | TAS | ACT | NT | Gesamt |
| ------ | ------------------------------------------------ | --- | --- | --- | -- | -- | --- | --- | -- | ------ |
|        | Liberal-nationale Koalition (LPA, LNP, NPA, CLP) | 5   | 5   | 5   | 5  | 4  | 4   | 1   | 1  | 30     |
|        | Australian Labor Party (ALP)                     | 4   | 4   | 4   | 4  | 3  | 5   | 1   | 1  | 26     |
|        | Australian Greens (Greens)                       | 1   | 2   | 1   | 2  | 1  | 2   | 0   | 0  | 9      |
|        | Pauline Hanson’s One Nation (Nation)             | 1   | 0   | 2   | 1  | 0  | 0   | 0   | 0  | 4      |
|        | Nick Xenophon Team (NXT)                         | 0   | 0   | 0   | 0  | 3  | 0   | 0   | 0  | 3      |
|        | Sonstige                                         | 1   | 1   | 0   | 0  | 1  | 1   | 0   | 0  | 4      |
| Gesamt | Gesamt                                           | 12  | 12  | 12  | 12 | 12 | 12  | 2   | 2  | 76     |

## Folgen
Nach dem Wahltag am 2. Juli war lange unklar, welche Partei bzw. Koalition die künftige Regierung stellen würde und ob diese über eine absolute Mehrheit verfügen wird. Erst Anfang August standen sowohl das Endergebnis für das Repräsentantenhaus als auch für den Senat fest. Wichtigstes Ergebnis der Wahl war die äußerst knappe Bestätigung der absoluten Mehrheit der Liberal-nationalen Koalitionsregierung unter Malcolm Turnbull, die im Repräsentantenhaus nur noch über 76 der 150 Parlamentssitze verfügt. Dies sind 14 Sitze weniger als bei der Wahl 2013. Für die Verluste verantwortlich ist vor allem der größte Koalitionspartner, der allein 3,3 Prozentpunkte und 13 Sitze einbüßte, während LNP und NPA weitgehend stabil blieben. Insgesamt erreichte die Koalition 42,04 % der Stimmen. Das sind 3,5 Prozentpunkte weniger als bei der letzten Wahl. Die Country Liberal Party als kleinster Koalitionspartner konnte keinen Sitz mehr erringen. Im Two-Party-preffered vote kam die Regierung mit 50,51 % auf eine denkbar knappe Mehrheit.
Die Labor-Partei konnte ihr primäres Wahlziel, die bürgerliche Koalition von der Regierung abzulösen nicht erreichen, ging jedoch aus der Wahl deutlich gestärkt hervor. Sie errang 34,7 % und 69 Sitze, was mit einem Zugewinn von 1,4 Prozentpunkten und 14 Sitzen einherging. Im Two-Party-preffered vote wurden 49,49 % erreicht, was einem Plus von knapp drei Prozentpunkten entspricht. Aufgrund des Wahlergebnisses kann Bill Shorten vorerst Oppositionsführer und Labor-Vorsitzender bleiben.
Die Grünen gewannen ebenfalls hinzu. Sie erreichten mit 10,2 % und 1,5 Prozentpunkten mehr als 2013 ein zweistelliges Ergebnis und lösten die Liberal National Party, welche Teil der Regierungskoalition ist, als drittstärkste Einzelpartei ab. Der einzige Unterhaussitz in einem Wahlkreis in Melbourne konnte gehalten werden.
Das sozialliberale Nick Xenophon Team gewann mit der Kandidatin Rebekha Sharkie im Wahlkreis Mayo (SA) erstmals einen Parlamentssitz und kam aus dem Stand auf 1,9 %. Auch Bob Katter konnte seinen Parlamentssitz verteidigen, obwohl seine Partei nur noch auf 0,5 % kam, die Hälfte der Stimmen verlor und unter allen Parteien nur auf dem 11. Platz landete.
Im Senat ergab sich ein ähnliches Bild. Die Koalition verlor drei Sitze und kommt auf insgesamt 30 Mandate bei etwa 35 %, während Labor einen Sitz hinzu gewann und auf 26 Abgeordnete bei etwa 30 % der Stimmen kommt. Die Grünen verloren leicht und büßten einen ihrer bisher zehn Sitze ein.
Stark hinzu gewann Pauline Hanson’s One Nation. Die rechtspopulistische Partei kam nahezu aus dem Stand auf über vier Prozent und vier Sitze. Zuvor war sie nicht im Senat vertreten. Das Nick Xenophon Team steigerte sich auf 3,3 % und gewann zwei Senatssitze hinzu, sodass die Partei nun drei Mandatsträger stellt. Alle anderen Parteien können als Kleinparteien bezeichnet werden und kommen nicht über einen Sitz im Oberhaus hinaus.